# مينامي-توري-شيما
مينامي-توري-شيما (باليابانية: 南 鳥島، حرفيًا: "جزيرة الطيور الجنوبية")، تُعرف أيضًا باسم جزيرة ماركوس، هي جزيرة مرجانية يابانية معزولة في شمال غرب المحيط الهادئ، تقع على بعد حوالي 1.848 كم (1.148 ميل) جنوب شرق طوكيو و1.267 كم (787 ميل) شرق أقرب جزيرة يابانية، جنوب آيو جيما ضمن جزر أوغاساوارا، كما تقع على خط مستقيم تقريبًا بين البر الرئيسي لطوكيو وجزيرة ويك، على بعد 1.415 كم (879 ميل) إلى الشرق والجنوب الشرقي. تعتبر الجزيرة الشرقية أقرب جزيرة إلى مينامي-توري-شيما في جزر ماريانا، والتي تبعد 1.015 كم (631 ميل) إلى الغرب والجنوب الغربي.
وتعتبر المنطقة التابعة لليابان الواقعة في أقصى الشرق والأرض اليابانية الوحيدة على صفيحة المحيط الهادئ، بعد خندق اليابان. على الرغم من صغر حجمها البالغ (1.51 كم2 (1 ميل2) فهي تتمتع بأهمية إستراتيجية، لأنها تُتيح لليابان المطالبة بمنطقة اقتصادية خالصة تبلغ مساحتها 428.875 كم2 (165.589.6 ميل2) ضمن المياه المحيطة. وهي أيضًا المنطقة الواقعة في أقصى شرق طوكيو، كونها جزءًا إداريًا لقرية أوغاساوارا. تعد الجزيرة غير مأهولة بالسكان المدنيين، باستثناء أفراد وكالة الأرصاد الجوية اليابانية وقوات الدفاع الذاتي اليابانية وخفر السواحل الياباني الذين يخدمون في جولات مؤقتة على الجزيرة.

## كيفية الوصول
يُحظر على المدنيين دخول الجزيرة، باستثناء أفراد وكالة الأرصاد الجوية اليابانية، ومع ذلك يُمكن للمراسلين وصانعي الأفلام الوثائقية والباحثين العلميين أحيانًا الحصول على تصريح دخول. لا توجد رحلات تجارية بالقوارب أو رحلات جوية إلى الجزيرة ولا يُسمح حاليًا للمدنيين بالوصول إلى الجزيرة للقيام بجولات أو مشاهدة معالمها، نظرًا لاستخدامها من قبل قوات الدفاع الذاتي اليابانية كمحطة مراقبة.
نتيجة عزلتها تلك، فإنها تحظى باهتمام بعض هواة الراديو، الذين يعتبروا الجزيرة دولة منفصلة لجوائز راديو الهواة بناءً على اتصالات المحطة.

## الجغرافيا والجيولوجيا

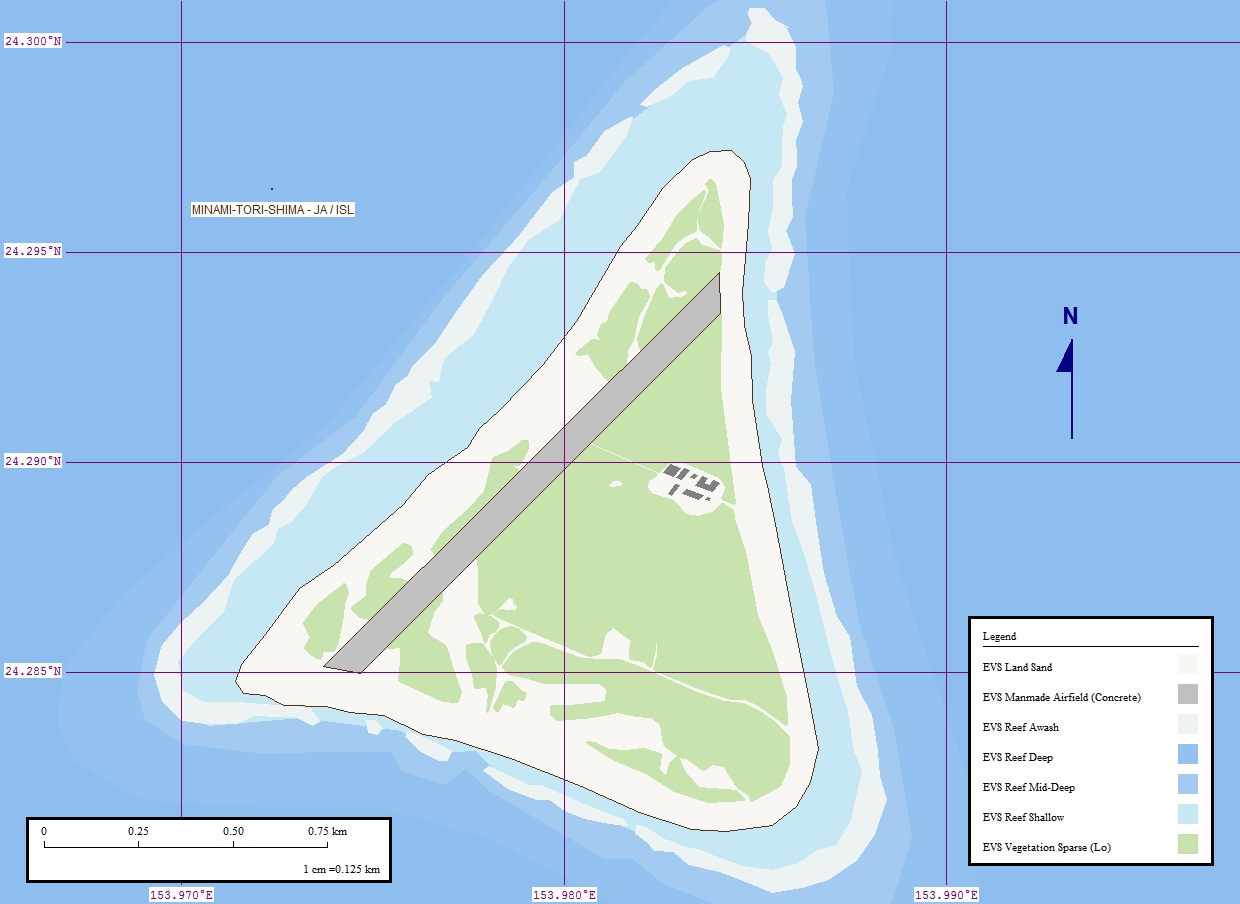
خريطة مينامي-توري-شيما

تعتبر جزيرة مينامي-توري-شيما معزولة تمامًًا. فلا توجد أي أرض أخرى تزيد مساحتها عن 1.000 كم (621 ميل) في أي اتجاه من حولها.
تأخذ الجزيرة شكل المثلث، ولها شكل يشبه صحن الفنجان، بوجود حافة خارجية مرتفعة تتراوح بين 5 و9 أمتار (16 و30 قدمًا) فوق مستوى سطح البحر. تقع المنطقة المركزية للجزيرة على نحو 1 متر (3 قدم) تحت مستوى سطح البحر. والجزيرة مُحاطة بشعاب هدابية التي يتراوح عرضها من 50 إلى 300 متر (164-984 قدمًا) وتحيط بها بحيرة ضحلة متصلة بالمحيط المفتوح من خلال ممرات ضيقة على الجانبين الجنوبي والشمالي الشرقي.
تنخفض أعماق المحيط بسرعة إلى أكثر من 1.000 م (3.300 قدم) خارج الحيد المرجاني للجزيرة والتي تبلغ مساحتها الإجمالية 1.51 كم2 (1 ميل2) ويمكن الدوران حولها سيراً في حوالي 45 دقيقة.
يبدو البحر نقياً في المنطقة الضحلة حول الجزيرة. وليلاً، لا يوجد تلوث ضوئي، لذلك تكون النجوم التي نادرًا ما تُلاحظ مرئية بوضوح في السماء.
لا تحتوي الجزيرة على تربة كافية لإنتاج المحاصيل الأساسية، لذلك تجلب سفن الإمداد والطائرات الطعام. الغذاء الوحيد المزروع في الجزيرة هو البابايا والخردل الأخضر وجوز الهند وبالإمكان صيد أسماك المياه المالحة بعيدًا عن الشاطئ.

## للمزيد من القراءة
- Bryan, William A. (1903). A monograph of Marcus Island. Occasional Papers of the Bernice Pauahi Bishop Museum. ج. 2.
- Kuroda, Nagahisa (1954). "Report on a trip to Marcus Island, with notes on the birds". Pacific Science. ج. 8 ع. 1.
- L، Klemen (1999–2000). "Forgotten Campaign: The Dutch East Indies Campaign 1941-1942". مؤرشف من الأصل في 26 يوليو 2011.
- Lévesque، Rodrigue (1997). "The Odyssey of Captain Arriola and His Discovery of Marcus Island in 1694". Journal of Pacific History. ج. 32 ع. 2: 229–233. DOI:10.1080/00223349708572841.
- Pub 158 Japan. Bethesda, Maryland: الوكالة الوطنية للاستخبارات الجغرافية المكانية. ج. 1. مؤرشف من الأصل في 2007-11-03. اطلع عليه بتاريخ 2006-08-25.
- Sakagami, Shoichi F. (1961). "An ecological perspective of Marcus Island, with special reference to land animals". Pacific Science. ج. 15 ع. 1.
- Welsch، Bernhard (2001). "The Asserted Discovery of Marcus Island in 1694". Journal of Pacific History. ج. 36 ع. 1: 105–115. DOI:10.1080/00223340120049479. S2CID:161496300.
- Welsch، Bernhard (2004). "Was Marcus Island discovered by Bernardo de la Torre in 1543?". Journal of Pacific History. ج. 39 ع. 1: 109–122. DOI:10.1080/00223340410001684886. S2CID:219627973.

## وصلات خارجية
- "Minami Torishima info and pictures". geocities. مؤرشف من الأصل في 2009-10-26.[هل المصدر موثوق به؟]
- "Marcus Island (Minami Tori Shima) – sunrise, sunset, tides".
- "Map and aerial photo of Minami Torishima". Geographical Survey Institute of Japan. مؤرشف من الأصل في 2006-04-11. اطلع عليه بتاريخ 2006-03-29.
- "The island during the Pacific War (USS Shubrick DD 639)". مؤرشف من الأصل في 2025-03-20.